# Berdeniella huescana
Berdeniella huescana és una espècie d'insecte dípter pertanyent a la família dels psicòdids que es troba a Europa: Espanya.